# Monster (Steppenwolf)
Monster è il quarto album discografico in studio del gruppo musicale rock canadese/statunitense Steppenwolf, pubblicato nel 1969.

## Tracce
1. Monster / Suicide / America – 9:15
2. Draft Resister – 3:20
3. Power Play – 5:26
4. Move Over – 2:53
5. Fag – 3:13
6. What Would You Do (If I Did That to You) – 3:19
7. From Here to There Eventually – 5:27